# Double Commander
Double Commander 是一個免費開源，支援多平台的雙面板檔案管理器。

## 基本功能
- 檢視所有資料夾的大小 （Alt-Shift-Enter）
- 比较或者同步兩個文件夾：藉由文件日期、內容、大小等資訊比較兩個文件夾的差異。

- 兩欄式的文件管理（左右兩欄或者上下兩欄），可以在兩個欄目中進行複製、備份、文件移動等操作。 還可以比較文件夾的差異。也可以用 Ctrl-Q 關閉另一個面板，變成單面板模式。

- 分頁導航（像瀏覽器分頁 (tabs) 的功能。關閉軟體時未關閉的分頁下次打開時仍然是可見的，也可以手動永久固定分頁。）

- 常用資料夾列表（路徑書籤）[3]（新增和呼叫的快捷鍵都是 Ctrl-D，完全仿照瀏覽器上的操作習慣。）

- 多檢視模式（主要有三種檢視模式，分別是簡要檢視，欄位檢視，縮圖檢視。）

- 內建解壓縮功能
- 多重命名工具
- 複製完整路徑
- 文件diff比较[4]
- 內建的純文本閱讀器[5](F3)
- Unicode支持
- 官方支持Windows和Linux 平台上的 便携版本 [6]
- 網路文件傳輸(FTP 等)
- 支援深度配置，例如快捷鍵自訂，面板字型，面板顏色，按鈕圖片，格式單位

## 進階功能
- 從目錄A移動資料夾到目錄B的時候，如果有名稱相同的資料夾，詢問是否合併（舊版的 Windows 預設管理器會詢問是否覆蓋資料夾）
- 自動備份配置文件，導入配置文件
- 快速搜索（可依照英文字母、拼音、正則），例如依序按下 b j 即可搜索到「名稱，筆記，比較，編輯，bj...」含有相關檔名的資料
- 校驗碼生成和校驗碼檢查
- 支持 Total Commander WCX,WDX和WLX Windows 平台上的插件[7]
- 複製壓縮檔內的檔案至其他目錄

## 版本歷史
- v0.5.5 更新快捷鍵配置文件格式，不再向後兼容
- v0.90 配置選項由 UseConfigInProgramDir 改為使用 doublecmd.inf 不再向後兼容

## 相關条目
- FTP客户端比较
- FreeCommander
- Total Commander
- 文件管理器 (Windows)

## 外部鏈接
- 官方网站
- 郵件討論列表
- Github 倉庫（页面存档备份，存于）
- 開源站點上的項目論壇（页面存档备份，存于）
- 插件列表（页面存档备份，存于）